# الزوايد (لمرابيح)
الزوايد هي إحدى مشيخات المملكة المغربية، تتبع جغرافيا لإقليم سيدي قاسم وإداريًا للمرابيح. يقدر عدد سكانها بـ 6684 نسمة حسب الإحصاء الرسمي للسكان والسكنى لسنة 2004.